# 白賴仁·麥比奧莫
白賴仁·泰察东·马索·麥比奧莫（法語：Bryan Tetsadong Marceau Mbeumo，1999年8月7日—），喀麥隆足球運動員，現效力英超球隊曼聯，喀麥隆國家足球隊成員。

## 俱樂部生涯
麥比奧莫在14歲時，即2013年，加盟了法國球隊特魯瓦，並在2016-17球季升上U19。2018年，麥比奧莫在U18青年盃賽甘巴德拉盃的決賽中攻入2球，幫助球隊取得當年的冠軍。同年，麥比奧莫首次為一隊上陣，在法甲上演其地標戰。2018-19球季，麥比奧莫成為了球隊主力，在當季出場40次並攻入11球。
2019年8月5日，英冠球隊賓福特以破當時球會轉會費記錄收購麥比奧莫，雙方簽約5年。2021年，麥比奧莫在英冠升班附加賽決賽中，協助球隊以2-0擊敗史雲斯，2021/22球季升上英超作賽。
2024-25球季，麥比奧莫表現出色，在該季英超交出20個入球和7個助攻。此出色表現吸引了其他英超球隊的關注。
2025年7月22日，英超球隊曼聯宣布，從賓福特收購麥比奧莫，雙方簽約5年，另加1年自動續約條款。據報轉會費為6500萬鎊，另加600萬鎊浮動條款。

## 國際賽生涯
2022年8月，在伦敦与埃托奥会面后，麥比奧莫宣布為喀麦隆国家队上陣。
卡達世界盃期間，麥比奧莫於三場小組賽均有上陣。

## 榮譽
賓福特
- 英冠附加賽冠軍 : 2021[4]

## 外部連結
- 法国足球协会上的 白賴仁·麥比奧莫 （法文） 存档于webarchive.org.
- 足球数据库：白賴仁·麥比奧莫的球员统计数据
- Bryan Mbeumo （页面存档备份，存于） at brentfordfc.com